# Clasificación de Concacaf para la Copa Mundial de Fútbol de 1978
El torneo de clasificación de la Concacaf para la Copa Mundial de Fútbol de 1978 fue disputado por 15 selecciones, con una plaza en juego de las 16 totales asignadas por la FIFA.
Los equipos se dividieron en tres zonas atendiendo a consideraciones geográficas. En cada zona se clasificarían dos equipos, hasta formar una ronda final compuesta por una liguilla con seis equipos que se enfrentaban en un sistema de todos contra todos y cuyo campeón obtendría el boleto al Mundial de 1978. La liguilla en cuestión fue disputada en México y coincidía con el Campeonato de Naciones 1977.

## Ronda preliminar

### Zona de Norteamérica
Norteamérica estaba representada por las selecciones de Estados Unidos, México y Canadá. Los dos equipos con más puntos clasificaban a la siguiente ronda.
| Equipo         | Pts. | PJ | PG | PE | PP | GF | GC | Dif |
| -------------- | ---- | -- | -- | -- | -- | -- | -- | --- |
| México         | 4    | 4  | 1  | 2  | 1  | 3  | 1  | 2   |
| Estados Unidos | 4    | 4  | 1  | 2  | 1  | 3  | 4  | -1  |
| Canadá         | 4    | 4  | 1  | 2  | 1  | 2  | 3  | -1  |

| \| Fecha \| Lugar \| Local \| \| Resultado \| \| Visitante \| \| ------------------------ \| ------------------ \| -------------- \| \| --------- \| \| -------------- \| \| 24 de septiembre de 1976 \| Vancouver \| Canadá \| \| 1 – 1 \| \| Estados Unidos \| \| 3 de octubre de 1976 \| Los Ángeles \| Estados Unidos \| \| 0 – 0 \| \| México \| \| 10 de octubre de 1976 \| Vancouver \| Canadá \| \| 1 – 0 \| \| México \| \| 15 de octubre de 1976 \| Puebla de Zaragoza \| México \| \| 3 – 0 \| \| Estados Unidos \| \| 20 de octubre de 1976 \| Seattle \| Estados Unidos \| \| 2 – 0 \| \| Canadá \| \| 27 de octubre de 1976 \| Toluca de Lerdo \| México \| \| 0 – 0 \| \| Canadá \| |                    |                |                           |           |                           |                |
| Fecha | Lugar              | Local          |                           | Resultado |                           | Visitante      |
| 24 de septiembre de 1976 | Vancouver          | Canadá         | Bandera de Canadá         | 1 – 1     | Bandera de Estados Unidos | Estados Unidos |
| 3 de octubre de 1976 | Los Ángeles        | Estados Unidos | Bandera de Estados Unidos | 0 – 0     | Bandera de México         | México         |
| 10 de octubre de 1976 | Vancouver          | Canadá         | Bandera de Canadá         | 1 – 0     | Bandera de México         | México         |
| 15 de octubre de 1976 | Puebla de Zaragoza | México         | Bandera de México         | 3 – 0     | Bandera de Estados Unidos | Estados Unidos |
| 20 de octubre de 1976 | Seattle            | Estados Unidos | Bandera de Estados Unidos | 2 – 0     | Bandera de Canadá         | Canadá         |
| 27 de octubre de 1976 | Toluca de Lerdo    | México         | Bandera de México         | 0 – 0     | Bandera de Canadá         | Canadá         |

- Debido al empate de puntos y diferencia de goles entre Canadá y Estados Unidos, se hizo un partido de desempate para determinar al clasificado a la ronda final.

| 22 de diciembre de 1976 | Canadá                                  | 3:0 (1:0) | Estados Unidos | Estadio Sylvio Cator, Puerto Príncipe                           |                                                                 |
|                         | Budd 21' · Lenarduzzi 80' · Bolitho 87' |           |                | Asistencia: 32 869 espectadores Árbitro(s): Guillermo Velásquez | Asistencia: 32 869 espectadores Árbitro(s): Guillermo Velásquez |

Clasificaron a la ronda final:
- México
- Canadá

### Zona de Centroamérica
En Centroamérica participaban las selecciones de Guatemala, El Salvador, Costa Rica y Panamá. Clasificaban las 2 selecciones con mejor puntaje.
| Equipo      | Pts. | PJ | PG | PE | PP | GF | GC | Dif |
| ----------- | ---- | -- | -- | -- | -- | -- | -- | --- |
| Guatemala   | 8    | 6  | 3  | 2  | 1  | 15 | 6  | 9   |
| El Salvador | 7    | 6  | 2  | 3  | 1  | 10 | 7  | 3   |
| Costa Rica  | 6    | 6  | 1  | 4  | 1  | 8  | 6  | 2   |
| Panamá      | 3    | 6  | 1  | 1  | 4  | 7  | 21 | -14 |

| \| Fecha \| Lugar \| Local \| \| Resultado \| \| Visitante \| \| ------------------------ \| ------------------- \| ----------- \| \| --------- \| \| ----------- \| \| 4 de abril de 1976 \| Ciudad de Panamá \| Panamá \| \| 3 – 2 \| \| Costa Rica \| \| 2 de mayo de 1976 \| Ciudad de Panamá \| Panamá \| \| 1 – 1 \| \| El Salvador \| \| 11 de julio de 1976 \| San José \| Costa Rica \| \| 3 – 0 \| \| Panamá \| \| 1 de agosto de 1976 \| San Salvador \| El Salvador \| \| 4 – 1 \| \| Panamá \| \| 17 de septiembre de 1976 \| Ciudad de Panamá \| Panamá \| \| 2 – 4 \| \| Guatemala \| \| 26 de septiembre de 1976 \| Ciudad de Guatemala \| Guatemala \| \| 7 – 0 \| \| Panamá \| \| 1 de diciembre de 1976 \| San Salvador \| El Salvador \| \| 1 – 1 \| \| Costa Rica \| \| 5 de diciembre de 1976 \| San José \| Costa Rica \| \| 0 – 0 \| \| Guatemala \| \| 8 de diciembre de 1976 \| Ciudad de Guatemala \| Guatemala \| \| 3 – 1 \| \| El Salvador \| \| 12 de diciembre de 1976 \| Ciudad de Guatemala \| Guatemala \| \| 1 – 1 \| \| Costa Rica \| \| 15 de diciembre de 1976 \| San José \| Costa Rica \| \| 1 – 1 \| \| El Salvador \| \| 19 de diciembre de 1976 \| San Salvador \| El Salvador \| \| 2 – 0 \| \| Guatemala \| |                     |             |                        |           |                        |             |
| Fecha | Lugar               | Local       |                        | Resultado |                        | Visitante   |
| 4 de abril de 1976 | Ciudad de Panamá    | Panamá      | Bandera de Panamá      | 3 – 2     | Bandera de Costa Rica  | Costa Rica  |
| 2 de mayo de 1976 | Ciudad de Panamá    | Panamá      | Bandera de Panamá      | 1 – 1     | Bandera de El Salvador | El Salvador |
| 11 de julio de 1976 | San José            | Costa Rica  | Bandera de Costa Rica  | 3 – 0     | Bandera de Panamá      | Panamá      |
| 1 de agosto de 1976 | San Salvador        | El Salvador | Bandera de El Salvador | 4 – 1     | Bandera de Panamá      | Panamá      |
| 17 de septiembre de 1976 | Ciudad de Panamá    | Panamá      | Bandera de Panamá      | 2 – 4     | Bandera de Guatemala   | Guatemala   |
| 26 de septiembre de 1976 | Ciudad de Guatemala | Guatemala   | Bandera de Guatemala   | 7 – 0     | Bandera de Panamá      | Panamá      |
| 1 de diciembre de 1976 | San Salvador        | El Salvador | Bandera de El Salvador | 1 – 1     | Bandera de Costa Rica  | Costa Rica  |
| 5 de diciembre de 1976 | San José            | Costa Rica  | Bandera de Costa Rica  | 0 – 0     | Bandera de Guatemala   | Guatemala   |
| 8 de diciembre de 1976 | Ciudad de Guatemala | Guatemala   | Bandera de Guatemala   | 3 – 1     | Bandera de El Salvador | El Salvador |
| 12 de diciembre de 1976 | Ciudad de Guatemala | Guatemala   | Bandera de Guatemala   | 1 – 1     | Bandera de Costa Rica  | Costa Rica  |
| 15 de diciembre de 1976 | San José            | Costa Rica  | Bandera de Costa Rica  | 1 – 1     | Bandera de El Salvador | El Salvador |
| 19 de diciembre de 1976 | San Salvador        | El Salvador | Bandera de El Salvador | 2 – 0     | Bandera de Guatemala   | Guatemala   |

Clasificaron a la ronda final:
- Guatemala
- El Salvador

### Zona del Caribe
En la zona caribeña, participaron los equipos de República Dominicana, Haití, Cuba, Surinam, Guyana, Trinidad y Tobago, Barbados, Jamaica y Antillas Neerlandesas. Se disputaron tres fases: la fase preliminar, la primera ronda y la segunda ronda.

### Zona A

#### Ronda preliminar
| Equipo 1             | Agr. | Equipo 2 | Ida | Vuelta |
| -------------------- | ---- | -------- | --- | ------ |
| República Dominicana | 0–6  | Haití    | 0–3 | 0–3    |

#### Primera ronda
| Equipo 1              | Agr. | Equipo 2 | Ida | Vuelta |
| --------------------- | ---- | -------- | --- | ------ |
| Antillas Neerlandesas | 1–9  | Haití    | 1–2 | 0–7    |
| Jamaica               | 1–5  | Cuba     | 1–3 | 0–2    |

#### Segunda ronda
| Equipo 1 | Agr. | Equipo 2 | Ida | Vuelta | 3er partido |
| -------- | ---- | -------- | --- | ------ | ----------- |
| Cuba     | 2–4  | Haití    | 1–1 | 1–1    | 0–2         |

### Zona B

#### Primera ronda
| Equipo 1 | Agr. | Equipo 2          | Ida | Vuelta | 3er partido |
| -------- | ---- | ----------------- | --- | ------ | ----------- |
| Guyana   | 2–3  | Surinam           | 2–0 | 0–3    |             |
| Barbados | 2–4  | Trinidad y Tobago | 2–1 | 0–1    | 1–3         |

#### Segunda ronda
| Equipo 1 | Agr. | Equipo 2          | Ida | Vuelta | 3er partido |
| -------- | ---- | ----------------- | --- | ------ | ----------- |
| Surinam  | 6–5  | Trinidad y Tobago | 1–1 | 2–2    | 3–2         |

Clasificaron a la ronda final:
- Haití
- Surinam

## Ronda final: Campeonato de Naciones de la Concacaf de 1977
La ronda final coincidió con el VII Campeonato de Naciones de la Concacaf de 1977 disputado en México en las ciudades de México D.F. (Estadio Azteca) y Monterrey (Estadio Universitario) del 8 de octubre al 23 de octubre de 1977. Los 6 equipos ganadores de sus respectivas zonas (México, Canadá, Guatemala, El Salvador, Haití y Surinam) disputaban un cupo (el primer lugar del hexagonal) que determinaba al campeón de la Concacaf que representaba a la confederación en el Mundial de 1978.

### Organización

#### Sedes
| Ciudad de México   | Monterrey Ciudad de México | Monterrey             |
| Estadio Azteca     | Monterrey Ciudad de México | Estadio Universitario |
| Capacidad: 110 000 | Monterrey Ciudad de México | Capacidad: 55 000     |
|                    | Monterrey Ciudad de México |                       |

#### Equipos participantes
| Equipos participantes | Equipos participantes | Equipos participantes |
| --------------------- | --------------------- | --------------------- |
| Canadá                | Guatemala             | Haití                 |
| México                | El Salvador           | Surinam               |

- En cursiva las selecciones que participan por primera vez.

### Resultados
| 8 de octubre de 1977 | Guatemala                      | 3:2 (2:1) | Surinam                | Estadio Universitario, Monterrey                           |                                                            |
|                      | McDonald 15', 38' · Alfaro 85' |           | Schal 2' · Rigters 55' | Asistencia: 26 065 espectadores Árbitro(s): Michael Wuertz | Asistencia: 26 065 espectadores Árbitro(s): Michael Wuertz |

| 8 de octubre de 1977 | Canadá   | 1:2 (0:1) | El Salvador     | Estadio Universitario, Monterrey                           |                                                            |
|                      | Budd 85' |           | Zapata 44', 84' | Asistencia: 42 000 espectadores Árbitro(s): Luis Pestarino | Asistencia: 42 000 espectadores Árbitro(s): Luis Pestarino |

| 9 de octubre de 1977 | México                            | 4:1 (1:0) | Haití       | Estadio Azteca, Ciudad de México                           |                                                            |
|                      | Sánchez 1' · Rangel 46', 70', 82' |           | Auguste 78' | Asistencia: 108 000 espectadores Árbitro(s): Ramón Barreto | Asistencia: 108 000 espectadores Árbitro(s): Ramón Barreto |

| 12 de octubre de 1977 | Canadá                  | 2:1 (1:1) | Surinam            | Estadio Azteca, Ciudad de México                                        |                                                                         |
|                       | Parsons 32' · Bakić 74' |           | Olmberg 40' (pen.) | Asistencia: 90 000 espectadores Árbitro(s): Luis Paulino Siles Calderón | Asistencia: 90 000 espectadores Árbitro(s): Luis Paulino Siles Calderón |

| 12 de octubre de 1977 | México                         | 3:1 (1:0) | El Salvador | Estadio Azteca, Ciudad de México                              |                                                               |
|                       | Cárdenas 36' · Rangel 59', 90' |           | Huezo 75'   | Asistencia: 110 000 espectadores Árbitro(s): Toros Kibritjian | Asistencia: 110 000 espectadores Árbitro(s): Toros Kibritjian |

| 12 de octubre de 1977 | Guatemala     | 1:2 (0:2) | Haití                             | Estadio Universitario, Monterrey                           |                                                            |
|                       | Mitrovich 58' |           | Domingue 20' (pen.) · Bayonne 44' | Asistencia: 13 465 espectadores Árbitro(s): Luis Pestarino | Asistencia: 13 465 espectadores Árbitro(s): Luis Pestarino |

| 15 de octubre de 1977 | México                                                                            | 8:1 (3:1) | Surinam          | Estadio Universitario, Monterrey                               |                                                                |
|                       | Rangel 24' · Isiordia 37', 49' · Sánchez 39', 90' · Jiménez 73', 84' · Chávez 80' |           | Schal 23' (pen.) | Asistencia: 52 000 espectadores Árbitro(s): José Luis Valverde | Asistencia: 52 000 espectadores Árbitro(s): José Luis Valverde |

| 16 de octubre de 1977 | El Salvador | 0:1 (0:1) | Haití     | Estadio Azteca, Ciudad de México                           |                                                            |
|                       |             |           | Sanon 24' | Asistencia: 53 978 espectadores Árbitro(s): Ramón Calderón | Asistencia: 53 978 espectadores Árbitro(s): Ramón Calderón |

| 16 de octubre de 1977 | Canadá                       | 2:1 (2:0) | Guatemala  | Estadio Azteca, Ciudad de México                          |                                                           |
|                       | Parsons 20' · Lenarduzzi 35' |           | Alfaro 62' | Asistencia: 25 000 espectadores Árbitro(s): Ramón Barreto | Asistencia: 25 000 espectadores Árbitro(s): Ramón Barreto |

| 19 de octubre de 1977 | México                            | 2:1 (1:1) | Guatemala     | Estadio Azteca, Ciudad de México                            |                                                             |
|                       | Vázquez 28' (pen.) · Cárdenas 81' |           | Mitrovich 44' | Asistencia: 110 000 espectadores Árbitro(s): Luis Pestarino | Asistencia: 110 000 espectadores Árbitro(s): Luis Pestarino |

| 20 de octubre de 1977 | El Salvador                   | 3:2 (1:0) | Surinam                             | Estadio Universitario, Monterrey                              |                                                               |
|                       | González 42' · Rosas 77', 87' |           | Emanuelson 58' · Olmberg 89' (pen.) | Asistencia: 34 476 espectadores Árbitro(s): Carlyle Crockwell | Asistencia: 34 476 espectadores Árbitro(s): Carlyle Crockwell |

| 20 de octubre de 1977 | Haití            | 1:1 (0:0) | Canadá    | Estadio Universitario, Monterrey                               |                                                                |
|                       | Dorsainville 78' |           | Bakić 90' | Asistencia: 30 000 espectadores Árbitro(s): José Luis Valverde | Asistencia: 30 000 espectadores Árbitro(s): José Luis Valverde |

| 22 de octubre de 1977 | México                        | 3:1 (2:1) | Canadá     | Estadio Universitario, Monterrey                          |                                                           |
|                       | Guzmán 31', 40' · Sánchez 65' |           | Parsons 9' | Asistencia: 55 000 espectadores Árbitro(s): Rudolph Moses | Asistencia: 55 000 espectadores Árbitro(s): Rudolph Moses |

| 23 de octubre de 1977 | Guatemala       | 2:2 (0:1) | El Salvador           | Estadio Azteca, Ciudad de México                                       |                                                                        |
|                       | Rivera 58', 75' |           | Rosas 44' · Huezo 85' | Asistencia: 21 483 espectadores Árbitro(s): José Lizandro de la Puente | Asistencia: 21 483 espectadores Árbitro(s): José Lizandro de la Puente |

| 23 de octubre de 1977 | Surinam | 0:1 (0:1) | Haití       | Estadio Azteca, Ciudad de México                                       |                                                                        |
|                       |         |           | Domingue 7' | Asistencia: 18 630 espectadores Árbitro(s): Carlos Roberto Ortiz Pérez | Asistencia: 18 630 espectadores Árbitro(s): Carlos Roberto Ortiz Pérez |

### Clasificación
| Equipo      | Pts. | PJ | PG | PE | PP | GF | GC | Dif |
| ----------- | ---- | -- | -- | -- | -- | -- | -- | --- |
| México      | 10   | 5  | 5  | 0  | 0  | 20 | 5  | 15  |
| Haití       | 7    | 5  | 3  | 1  | 1  | 6  | 6  | 0   |
| El Salvador | 5    | 5  | 2  | 1  | 2  | 8  | 9  | -1  |
| Canadá      | 5    | 5  | 2  | 1  | 2  | 7  | 8  | -1  |
| Guatemala   | 3    | 5  | 1  | 1  | 3  | 8  | 10 | -2  |
| Surinam     | 0    | 5  | 0  | 0  | 5  | 6  | 17 | -11 |

#### Clasificados
|                            |
| Bandera de México          |
| Campeón México 3.er título |

## Estadísticas

### Clasificación general
| Pos. | Selección             | Pts. | PJ | PG | PE | PP | GF | GC | Dif | Rend. |
| ---- | --------------------- | ---- | -- | -- | -- | -- | -- | -- | --- | ----- |
| 1    | Haití                 | 19   | 12 | 8  | 3  | 1  | 25 | 9  | 16  | 79.2% |
| 2    | México                | 14   | 9  | 6  | 2  | 1  | 23 | 6  | 17  | 77.8% |
| 3    | El Salvador           | 12   | 11 | 4  | 4  | 3  | 18 | 16 | 2   | 54.5% |
| 4    | Guatemala             | 11   | 11 | 4  | 3  | 4  | 23 | 16 | 7   | 50%   |
| 5    | Canadá                | 11   | 10 | 4  | 3  | 3  | 12 | 11 | 1   | 55%   |
| 6    | Costa Rica            | 6    | 6  | 1  | 4  | 1  | 8  | 6  | 2   | 50%   |
| 7    | Cuba                  | 6    | 5  | 2  | 2  | 1  | 7  | 5  | 2   | 60%   |
| 8    | Trinidad y Tobago     | 6    | 6  | 2  | 2  | 2  | 10 | 9  | 1   | 50%   |
| 9    | Surinam               | 6    | 10 | 2  | 2  | 6  | 15 | 24 | -9  | 60%   |
| 10   | Estados Unidos        | 4    | 5  | 1  | 2  | 2  | 3  | 7  | -4  | 40%   |
| 11   | Panamá                | 3    | 6  | 1  | 1  | 4  | 7  | 21 | -14 | 25%   |
| 12   | Guyana                | 2    | 2  | 1  | 0  | 1  | 2  | 3  | -1  | 50%   |
| 13   | Barbados              | 2    | 3  | 1  | 0  | 2  | 3  | 5  | -2  | 33.3% |
| 14   | Jamaica               | 0    | 2  | 0  | 0  | 2  | 1  | 5  | -4  | 0%    |
| 15   | República Dominicana  | 0    | 2  | 0  | 0  | 2  | 0  | 6  | -6  | 0%    |
| 16   | Antillas Neerlandesas | 0    | 2  | 0  | 0  | 2  | 1  | 9  | -8  | 0%    |

### Goleadores
| Jugador         | Selección         | Goles |
| --------------- | ----------------- | ----- |
| Emmanuel Sanon  | Haití             | 7     |
| Luis Zapata     | El Salvador       | 7     |
| Víctor Rangel   | México            | 6     |
| Leintz Domingue | Haití             | 6     |
| Oscar Sánchez   | Guatemala         | 5     |
| Roy George      | Surinam           | 5     |
| Pierre Bayonne  | Haití             | 5     |
| Hugo Sánchez    | México            | 4     |
| Les Parsons     | Canadá            | 4     |
| Félix McDonald  | Guatemala         | 4     |
| Remie Olmberg   | Surinam           | 4     |
| Steve David     | Trinidad y Tobago | 4     |
| Elmer Rosas     | El Salvador       | 3     |
| Victor Clarke   | Barbados          | 3     |
| Selvin Pennant  | Guatemala         | 3     |
| Javier Jiménez  | Costa Rica        | 3     |

### Autogoles
| Fecha                    | Jugador       | Selección | Rival             | Autogoles |
| ------------------------ | ------------- | --------- | ----------------- | --------- |
| 14 de septiembre de 1976 | Victor Clarke | Barbados  | Trinidad y Tobago | 1         |
| 17 de septiembre de 1976 | Allan Wellman | Guatemala | Panamá            | 1         |

### Jugadores con tres o más goles en un partido
| Pos. | Jugador       | Goles | Fecha                | Local       | Resultado | Visitante |
| ---- | ------------- | ----- | -------------------- | ----------- | --------- | --------- |
| 1    | Luis Zapata   | 3     | 1 de agosto de 1976  | El Salvador | 4:1       | Panamá    |
| 2    | Víctor Rangel | 3     | 9 de octubre de 1977 | México      | 4:1       | Haití     |